# Nagham Nawzat
Nagham Nawzat est une gynécologue irakienne d'origine kurde et yézidie. Elle est également une militante sociale, qui agit pour la défense des droits des femmes, leur protection et rétablissement. Originaire de Bashiqa, elle a dû fuir sa ville natale, à la suite de la prise de Sinjar par les troupes de l'État islamique, en 2014 entraînant le massacre de milliers d'hommes et l'asservissement sexuel des femmes yézidies et d'Irak du Nord. Elle est l'une des premières à apporter de l'aide aux survivantes ou échappées.
Elle reçoit, le 29 mars 2016, de John Kerry, secrétaire d'État des États-Unis, le Prix international de la femme de courage.
Le 14 juin 2016, elle reçoit le prix de la rose d'argent délivré par Solidar (en) et le Parlement européen.

## Source de la traduction
- (en) Cet article est partiellement ou en totalité issu de l’article de Wikipédia en anglais intitulé « Nagham Nawzat » (voir la liste des auteurs).